# Erdeniin Tobchi
El Erdeniin Tobchi (en cirílico mongol: Эрдэнийн товч, en español: "sumario del tesoro") es una crónica nacional y un conjunto de leyes judiciales de Mongolia sobre el contenido histórico en el siglo XVII. Fue escrito en 1662.
El Erdeniin Tobchi es comúnmente denominado como "Las crónicas de Sagang Sechen". Una primera traducción a una lengua occidental (en alemán) fue publicada por el misionero moravo Isaac Jacob Schmidt en 1829. La traducción al inglés por John Krueger se llama "The Bejeweled Summary of the Origin of the Khan: A History of the Eastern Mongols to 1662" (en español: "El enjoyado sumario del origen del Khan: Una historia de los mongoles del Este hasta 1662").